# Trabia
Trabia település Olaszországban, Szicília régióban, Palermo megyében. Lakosainak száma 10 561 fő (2023. január 1.). Trabia Altavilla Milicia, Caccamo, Casteldaccia és Termini Imerese községekkel határos.

## Népesség
A település lakossága az elmúlt években az alábbi módon változott:
| Lakosok száma | 10 481 | 10 430 | 10 561 |
|               | 2017   | 2018   | 2023   |